# Caterina Boratto
Caterina Boratto (Torino, 15 marzo 1915 – Roma, 14 settembre 2010) è stata un'attrice italiana attiva soprattutto nel cinema a partire dagli anni trenta.

## Biografia
Dopo aver frequentato il liceo musicale, su segnalazione dell'attrice teatrale Evelina Paoli, venne scritturata per la parte di protagonista femminile del film Vivere! (1937) di Guido Brignone, a fianco del celebre e allora popolarissimo tenore Tito Schipa che, non contraccambiato, si innamorò di lei. Sempre accanto a Schipa interpretò Chi è più felice di me! (1938) e nello stesso anno venne chiamata da Gennaro Righelli per recitare accanto a Vittorio De Sica nel film Hanno rapito un uomo, una commedia dove l'attrice impersonava una frivola principessa russa.
Apparentemente altera e distaccata, ma in realtà timida e sognante, si distingueva già allora per uno spiccato talento nella recitazione e un'innegabile bellezza radiosa e matura. Grazie all'interpretazione e al successo di Vivere! divenne improvvisamente famosa, anche oltreoceano, tanto che la prestigiosa Metro-Goldwyn-Mayer, che aveva distribuito il film, le offrì un contratto settennale, ma che l'attrice non riuscì ad adempiere a causa delle vicende di guerra che la costrinsero a rientrare in Italia anticipatamente, prima ancora d'esordire in alcun ruolo.
Nel periodo bellico la sua storia sembra quella di un'eroina di un romanzo rosa: si innamorò d'un eroe di guerra, il conte Guidi di Romena, che morì in un incidente aereo durante il conflitto, sullo sfondo di una Torino pesantemente bombardata. Il suo rientro al cinema avvenne prevalentemente con film melodrammatici, fra i quali Il romanzo di un giovane povero (1942), in coppia con Amedeo Nazzari. Sul set di Campo de' fiori, l'anno successivo, lavorò con Aldo Fabrizi, Peppino De Filippo, il regista Mario Bonnard e un giovane Federico Fellini, allora sceneggiatore alle prime armi.

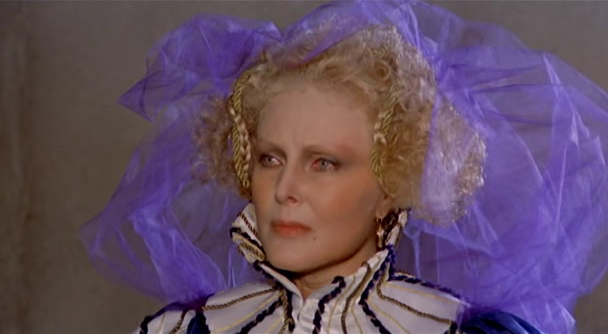
Caterina Boratto in Storia di una monaca di clausura (1973)

La tragedia riaffiorò nella sua vita nel 1943, con un fratello partigiano e un altro ucciso nell'eccidio di Cefalonia. Rivide e sposò nel 1944 un amico d'infanzia, Armando Ceratto, proprietario della Clinica Sanatrix e legato alla Resistenza torinese, che ospitò diversi partigiani e anche l'amministratore della FIAT Vittorio Valletta. Nel 1959 tornò a Roma con i due figli Marina e Paolo, e rivide Federico Fellini che le propose emblematici ruoli in 8½ (1963) e Giulietta degli spiriti (1965). Altre importanti esperienze cinematografiche sono Io, io, io... e gli altri (1965) di Alessandro Blasetti con Franca Valeri, Ardenne '44, un inferno (1969) di Sydney Pollack, Angeli senza paradiso (1970) a fianco di Al Bano e Romina Power e Salò o le 120 giornate di Sodoma (1975) di Pier Paolo Pasolini.
Negli ultimi anni ampliò le sue esperienze dedicandosi all'operetta (La principessa della Ciarda), il teatro pirandelliano con Peppino Patroni Griffi e la fiction televisiva (Anna Karenina, sceneggiato televisivo (1974) diretto da Sandro Bolchi, e Villa Arzilla, interpretato nei primi anni novanta sotto la regia di Gigi Proietti). Nel 1985 interpreta un famoso spot "Invernizzina" che va spesso in onda in televisione. 
Morì a Roma nel 2010, all'età di 95 anni. È sepolta nel cimitero Parco di Torino.
Il 27 ottobre 2023 la città di Torino le ha intitolato un'area verde nella centrale Piazza Statuto.

## Filmografia

### Cinema

Caterina Boratto e Vittorio De Sica in Hanno rapito un uomo (1938)

- Vivere!, regia di Guido Brignone (1937)
- Marcella, regia di Guido Brignone (1937)
- Chi è più felice di me!, regia di Guido Brignone (1938)
- Hanno rapito un uomo, regia di Gennaro Righelli (1938)
- I figli del marchese Lucera, regia di Amleto Palermi (1939)
- Il romanzo di un giovane povero, regia di Guido Brignone (1942)
- Dente per dente, regia di Marco Elter (1943)
- Campo de' fiori, regia di Mario Bonnard (1943)
- Il tradimento, regia di Riccardo Freda (1951)
- 8½, regia di Federico Fellini (1963)
- Giulietta degli spiriti, regia di Federico Fellini (1965)
- Io, io, io... e gli altri, regia di Alessandro Blasetti (1966)
- Scusi, lei è favorevole o contrario?, regia di Alberto Sordi (1966)
- Stasera mi butto, regia di Ettore Maria Fizzarotti (1967)
- Non stuzzicate la zanzara, regia di Lina Wertmüller (1967)
- Pronto... c'è una certa Giuliana per te, regia di Massimo Franciosa (1967)
- Il tigre, regia di Dino Risi (1967)
- Diabolik, regia di Mario Bava (1968)
- Una storia d'amore, regia di Michele Lupo (1969)
- La monaca di Monza, regia di Eriprando Visconti (1969)
- Ardenne '44, un inferno (Castle Keep), regia di Sydney Pollack (1969)
- Angeli senza paradiso, regia di Ettore Maria Fizzarotti (1970)
- Peccato d'amore (Lady Caroline Lamb), regia di Robert Bolt (1972)
- Ettore lo fusto, regia di Enzo G. Castellari (1972)
- Un solo grande amore (La casa de las palomas), regia di Claudio Guerin (1972)
- La ragazza fuoristrada, regia di Luigi Scattini (1973)
- Storia di una monaca di clausura, regia di Domenico Paolella (1973)
- La bellissima estate, regia di Sergio Martino (1974)
- Le orme, regia di Luigi Bazzoni e (non accreditato) Mario Fanelli (1974)
- Salò o le 120 giornate di Sodoma, regia di Pier Paolo Pasolini (1975)
- Per questa notte, regia di Carlo Di Carlo (1977)
- Primo amore, regia di Dino Risi (1978)
- Sensività, regia di Enzo G. Castellari (1979)
- Uno contro l'altro, praticamente amici,regia di Bruno Corbucci (1980)
- Ehrengard, regia di Emidio Greco (1982)
- Il mondo nuovo, regia di Ettore Scola (1982)
- Claretta, regia di Pasquale Squitieri (1984)
- Amici miei - Atto IIIº, regia di Nanni Loy (1985)
- 32 dicembre, regia di Luciano De Crescenzo (1988)
- Un delitto poco comune, regia di Ruggero Deodato (1988)
- Lo zio indegno, regia di Franco Brusati (1989)
- Sette criminali e un bassotto (Once Upon a Crime), regia di Eugene Levy (1992)

### Televisione
- Le spie (I Spy) – serie TV, episodio 2x03 (1966)
- Anna Karenina – miniserie TV (1974)
- Un amore di Dostoevskij – miniserie TV (1978)
- Morte a passo di valzer – miniserie TV (1979)
- Bel Ami – miniserie TV (1979)
- Il filo e il labirinto – miniserie TV, episodio Dietro la tenda scura (1979)
- Il giovane dottor Freud – miniserie TV (1980)
- La donna in bianco – miniserie TV (1980)
- La freccia nel fianco – miniserie TV (1983)
- Un caso d'incoscienza – film TV (1984)
- Padiglioni lontani (The Far Pavilions), regia di Peter Duffell – miniserie TV, 2 episodi (1984)
- I racconti del maresciallo – miniserie TV, 1 episodio (1984)
- I ragazzi di celluloide 2 – miniserie TV (1984)
- Caccia al ladro d'autore – miniserie TV, 1 episodio (1986)
- Lulù – miniserie TV (1986)
- Professione vacanze – miniserie TV, 1 episodio (1987)
- Villa Arzilla – serie TV (1990)
- Un posto freddo in fondo al cuore – film TV (1992)
- Donna d'onore 2 (Vendetta II: The New Mafia), regia di Ralph L. Thomas – miniserie TV (1993)

## Doppiatrici italiane
- Rosetta Calavetta in Stasera mi butto, Primo amore, Angeli senza paradiso
- Lydia Simoneschi in Una storia d'amore, Storia di una monaca di clausura
- Alina Moradei in Uno contro l'altro, praticamente amici, Amici miei - atto III°
- Giovanna Scotto in Il tradimento
- Adriana De Roberto in Diabolik
- Dhia Cristiani in Le orme